# Diaphana lactea
Diaphana lactea is een slakkensoort uit de familie van de Diaphanidae. De wetenschappelijke naam van de soort is voor het eerst geldig gepubliceerd in 1877 door Jeffreys.